# 台灣信義會
基督教台灣信義會（英語：Taiwan Lutheran Church），台灣基督教信義宗教會，屬於信義宗的台灣總會，主要機構分布在台北、基隆、台中、嘉義、台南和高雄等地區。現約有一萬信徒。

## 歷史
台灣信義會於1954年11月10日正式成立。起源於1920年在中華民國河南省雞公山成立的基督教中華信義會，在台灣延續其名，稱為「台灣信義會」。
台灣信義會先從高雄、台北兩地開始，逐漸擴展至台中、嘉義、台南等各地。台灣信義會第一間會堂「基督教台灣信義會高雄教會」，於1951年成立。
信義會初期由美國、挪威、芬蘭和丹麥四國八個差會合作；後來其中四差會因政策不同，各自獨立發展成立總會。至1954年，信義會所屬之堂會已有十三間、聖經學院一所、文字中心一間以及一處廣播中心，因此有必要建立一個在地的總會管理教會事務並邁向自立的目標。

## 現況

### 所屬機構
- 教會：90間
- 佈道所：19間
- 牧者訓練協會：1個
- 神學教育中心：6個
- 學生中心：4個
- 醫院：2家
- 出版社：1家
- 電視廣播部：1個
- 勞工／服務業福音中心：2間
- 全人關懷中心：數間
- 基金會：1個

### 海外宣教
- 東南亞
- 北美
- 中國大陸
- 非洲

## 總會

### 總議會
由監督、現職牧師及各教會代表出席會議，每年召開一次並決定一切教政及聖工方針，為信義會最高權力機構。

（休會期間由議事會執行通過之決議案）

### 議事會
成員由監督、副監督、各委員會主席、各區會主席和信徒議員組成，每年召開六次常會，並決定執行教會各項聖工。

### 委員會
於議事會下設有六個委員會
- 宣教委員會
- 神學委員會
- 教育委員會
- 婦女委員會
- 社服委員會
- 行政委員會

## 區會
於議事會下設有四個區會

### 台北區會

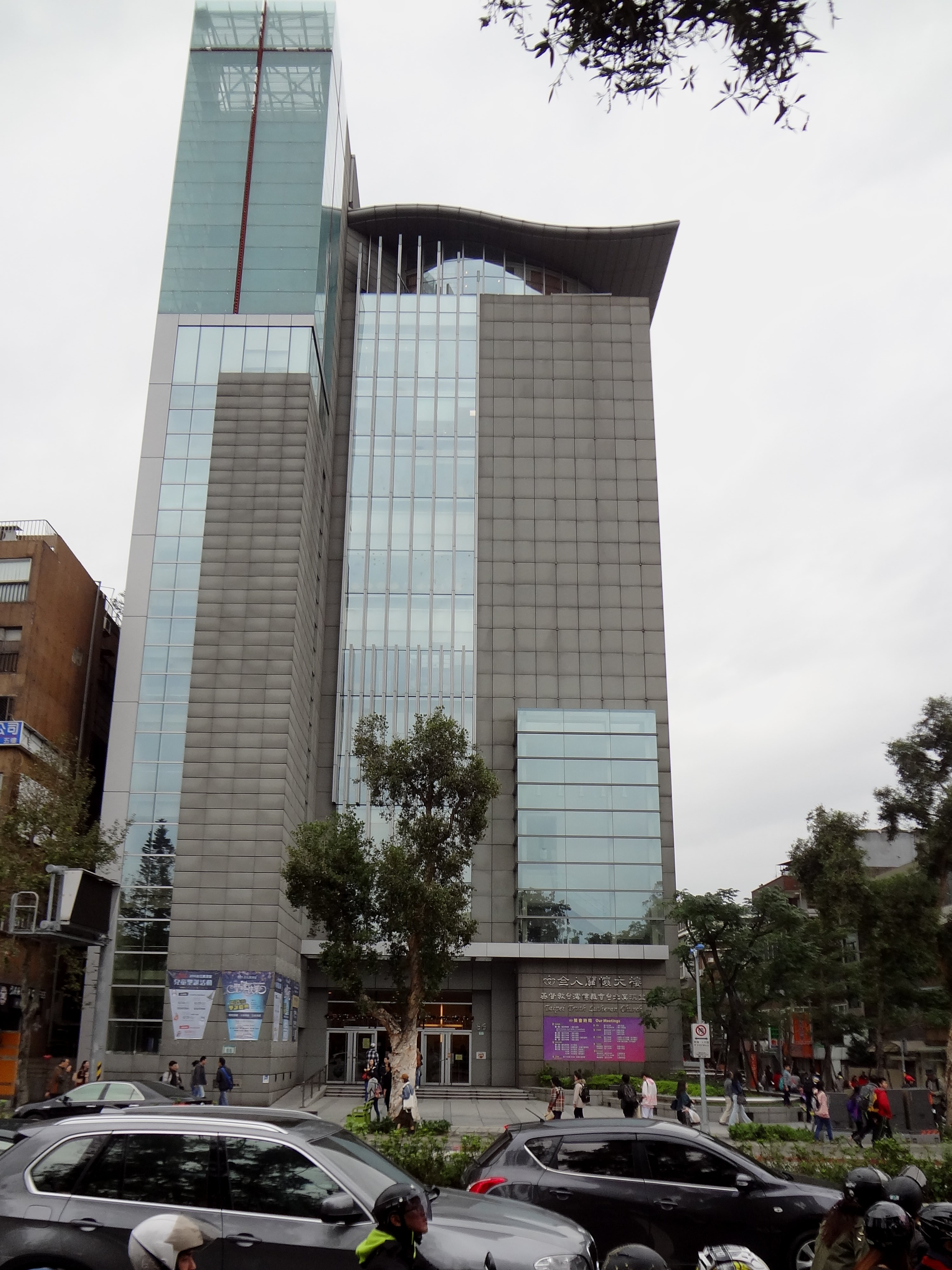
台北真理堂

- 基隆福音堂
- 安樂福音堂
- 和平堂
- 台北真理堂
- 救恩堂
- 信義堂
- 蒙恩堂
- 慈恩堂
- 思恩堂
- 錫安堂
- 聖恩堂
- 板橋福音堂
- 真光堂
- 松山福音堂
- 聖潔堂
- 家家歌珊堂
- 中壢真理堂
- 士林真理堂
- 三峽復興堂
- 北大真理堂
- 中永和真理堂
- 新莊真理堂
- 花蓮真理堂
- 羅東真理堂
- 龜山真理堂

### 台中區會
- 基督堂
- 真道堂
- 永生堂
- 聖光堂
- 主恩堂
- 慕義堂
- 潭子佈道所

### 嘉南區會
嘉義地區
- 嘉南教會
- 榮光堂
- 民雄榮光堂
- 溪口榮光堂
- 愛加倍榮光堂
- 道上教會
- 蘭潭教會
- 太保教會
- 寬闊之地教會
- 雙福教會
- 後甲佈道所

台南地區
- 台南善牧堂
- 台南恩道堂
- 台南救主堂
- 台南靈糧堂
- 台南真理堂

### 高雄區會
- 岡山教會
- 後勁教會
- 左營復活堂
- 果峰禮拜堂
- 三民教會
- 苓雅教會
- 林園利河伯教會
- 樂河教會
- 前鎮教會
- 鳳山感恩堂
- 仁愛教會
- 鳳山基督堂
- 愛之旋教會

## 直屬單位

### 醫院
- 戴德森醫療財團法人嘉義基督教醫院
- 信義醫療財團法人高雄基督教醫院

### 出版社
- 道聲出版社

### 基金會
- 雙福基金會

### 廣播電台
- 信義之聲電視廣播部

### 神學院
- 中華信義神學院(1992年起參與聯辦)
- 台灣信義會台中神學院(已停招，現址為慕義堂忠明全人關懷中心)

## 出版
- 台灣信義會會訊 （页面存档备份，存于）
- 播種者 （页面存档备份，存于）

## 外部連結
- 基督教台灣信義會（页面存档备份，存于）
- 戴德森醫療財團法人嘉義基督教醫院（页面存档备份，存于）
- 信義醫療財團法人高雄基督教醫院
- 道聲出版社 （页面存档备份，存于）
- 雙福基金會 （页面存档备份，存于）
- 中華信義神學院 （页面存档备份，存于）
- Taiwan Lutheran Church 基督教台灣信義會 （页面存档备份，存于） 香港浸會大學圖書館 華人基督教文獻保存計劃